# Cuộc điều tra màu đỏ
Cuộc điều tra màu đỏ (tiếng Anh: A study in scarlet) là một tiểu thuyết trinh thám của nhà văn người Scotland Arthur Conan Doyle.

## Lịch sử
Tác phẩm được viết năm 1887, là câu chuyện đầu tiên xuất hiện nhân vật Sherlock Holmes và John H. Watson. Tác phẩm này đánh dấu sự ra đời của nhân vật nổi tiếng nhất trong văn học trinh thám Sherlock Holmes. Tác phẩm được xuất bản năm 1887. Đây là một trong 4 tiểu thuyết viết về Sherlock Holmes của Conan Doyle. Tác phẩm có tên là "cuộc điều tra màu đỏ" là vì một câu nói của Sherlock Holmes ở chương IV "John Rance tìm thấy gì?" với bác sĩ Watson, ông ấy đã miêu tả cuộc điều tra mà mình đang thực hiện là "Cuộc điều tra màu đỏ": "Có 1 sợi chỉ màu đỏ của án mạng luồn lách trong sợi chỉ không màu của cuộc sống. Và nhiệm vụ của chúng ta là tháo gỡ nó, cô lập nó và bóc trần mọi mặt của nó". Nhưng một số nhà xuất bản ở Việt Nam đã tự ý lược bỏ phần này và dịch lại với tên "Chiếc nhẫn tình cờ".

## Nội dung

### Phần 1: Hồi ức Watson
Phần 1 mở đầu với việc giới thiệu bác sĩ Watson trong vài trò người kể chuyện.
Câu chuyện bắt đầu năm 1881, khi bác sĩ Watson từ Afghanistan quay về London. Được anh bạn Stamford giới thiệu với Sherlock Holmes, người đang cần tìm người thuê nhà chung, tại phòng thí nghiệm một bệnh viện. Holmes cho Watson biết đã tìm được một căn hộ ưng ý ở 221B phố Baker. Cả hai làm quen với nhau và nhận thấy có thể sống chung.
Khi sống cùng nhau, Watson ngạc nhiên với Holmes bởi khả năng quan sát, suy luận, cùng những kiến thức sâu rộng về hóa học, chính xác nhưng hạn chế về địa chất, thực vật học,... cũng như không biết gì về văn học, thiên văn học, triết học và chính trị. Holmes có nhiều khách đến thăm trong khoảng thời gian khác nhau trong ngày. Sau nhiều suy đoán của Watson, Holmes tiết lộ rằng ông là một "thám tử tư vấn" và những người đến nhà là khách hàng.
Một ngày nọ, Holmes nhận một bức điện tín yêu cầu giúp đỡ trong một vụ giết người. Đó là một ngôi nhà bị bỏ hoang trên đường Brixton. Watson được Holmes rủ cùng đến hiện trường. Tại đó đã có các thanh tra Gregson và Lestrade, là các thanh tra của Scotland Yard (Sở Cảnh sát London). Người chết là nam giới, được xác định danh tính là Enoch Drebber. Họ tìm hiểu các tài liệu tìm thấy trên xác chết và biết rằng ông này đã ở London với thư ký của mình, Joseph Stangerson. Trên bức tường, viết bằng máu, là chữ "Rache", tiếng Đức có nghĩa "trả thù". Dựa vào các dấu vết hiện trường, Sherlock Holmes suy luận rằng nạn nhân chết vì chất độc và cung cấp một số mô tả về thủ phạm. Khi di chuyển xác Drebber, một chiếc nhẫn cưới của phụ nữ rơi ra. Sau đó, Holmes và Watson đến gặp người cảnh sát đã phát hiện ra xác chết. Anh này cho biết có một người say rượu gần hiện trường vụ án. Holmes nhận định đó chính là kẻ giết người ngụy trang, quay lại vì phát hiện mình để mất chiếc nhẫn.
Holmes đăng quảng cáo trên báo về chiếc nhẫn. Ông đoán rằng kẻ giết người sau khi trở lại hiện trường của vụ án tìm không thấy sẽ đến để lấy nó. Một bà già đã đến phố Baker. Bà ta bảo rằng đó là nhẫn của con gái mình và xin nhận lại. Khi bà già đi khỏi, Holmes theo sau, nhảy lên đằng sau chiếc xe ngựa bà ta thuê. Tuy nhiên bà ta đã biến mất khi xe đến nơi. Điều này làm Holmes tin rằng đó là kẻ đồng lõa đã nguỵ trang của thủ phạm vụ án.
Ngày hôm sau, Gregson thăm Holmes và Watson, thông báo rằng ông đã bắt giữ một nghi phạm. Đó là con trai bà chủ nhà mà Drebber thuê trọ. Trong ngày vụ án xảy ra, Drebber có quay lại nhà trọ và ve vãn con gái chủ nhà. Người anh trai đã tấn công ông ta và đuổi đi. Gregson bắt giữ anh này dựa trên bằng chứng gián tiếp đó.
Khi Gregson còn chưa về thì Lestrade đến và thông báo rằng Stangerson đã bị giết. Sáng sớm hôm đó, Lestrade tìm cách gặp Stangerson. Tuy nhiên khi đến khách sạn thì phát hiện ra Stangerson đã bị giết trong phòng khoá kin, bị đâm xuyên tim, trên người cũng có chữ "Rache". Trong số những vật thu được của nạn nhân có một hộp nhỏ chứa hai viên thuốc. Holmes thử nghiệm thuốc với con chó già yếu của bà chủ nhà. Viên thuốc đầu tiên không có hiệu ứng gì nhưng viên thứ hai đã làm con chó chết ngay lập tức. Holmes suy luận rằng một viên vô hại còn viên kia có độc.
Đúng lúc đó, một cậu bé tên Wiggins đến. Cậu là nhà lãnh đạo của "Những đứa trẻ đường phố của Holmes", một nhóm trẻ em vô gia cư ở phố Baker mà Holmes sử dụng để thỉnh thoảng giúp đỡ ông ta. Wiggins nói rằng cậu gọi xe ngựa do Holmes muốn thế. Holmes gửi cậu xuống gặp người đánh xe ngựa thuê, nói rằng cần giúp đỡ đống hành lý của mình. Khi người đánh xe ngựa đi lên cầu thang và khuân vác đồ đạc, Holmes liền còng tay và khống chế chế anh ta. Sau đó ông.công bố người đánh xe ngựa bị bắt tên là Jefferson Hope, kẻ giết chết Drebber và Stangerson.

### Phần 2: Vùng đất của các vị thánh
Câu chuyện ngày xưa bắt đầu ở Thung Lũng Salt Lake (bang Utah hiện đại) vào năm 1847, nơi John Ferrier và một cô bé tên là Lucy, những người sống sót duy nhất của một đoàn người bộ hành, nằm xuống gần một tảng đá để chờ chết vì mất nước và đói. Họ được phát hiện bởi một nhóm lớn của Thánh Hữu Ngày Sau do Brigham Young lãnh đạo. Các tín đồ Mormon đã cứu Ferrier và Lucy với điều kiện hai người phải chấp nhận và sống theo đức tin của họ. Ferrier, người đã chứng tỏ mình là một thợ săn giỏi, thông qua Lucy và được cho một khoản trợ cấp hào phóng với đất để xây dựng trang trại của mình sau khi xây dựng Salt Lake City. Nhiều năm sau, Lucy đã lớn và có tình yêu với một người đàn ông tên Jefferson Hope.
Lucy và Hope dự định sẽ kết hôn sau khi Hope  trở về từ một cuộc hành trình dài hai tháng cho công việc của mình. Tuy nhiên,Young khi ghé thăm Ferrier đã tiết lộ rằng Lucy cưới Hope là chống lại tôn giáo. Ông nói rằng Lucy nên kết hôn với Joseph Stangerson hoặc Enoch Drebber-2 con trai của thành viên Tứ Trụ Thánh Hội. Young cho Ferrier và Lucy có thời gian 1 tháng để quyết định.
Ferrier, sau khi Young rời đi, ngay ngày hôm sau lập tức gửi tin để Hope giúp đỡ. Khi trở về, ông gặp Stangerson và Drebber đang ở trong nhà. Ferrier tức giận bởi lý lẽ của họ với Lucy và đuổi họ đi. Tuy nhiên, số lượng ngày Ferrier phải để Lucy kết hôn được sơn ở đâu đó trên trang trại của ông ở giữa đêm. Hope đến vào đêm trước của ngày cuối cùng, với người yêu của mình và cha nuôi của cô lẻn ra khỏi trang trại của họ và đi từ Salt Lake City. Tuy nhiên, trong khi ang đang săn để kiếm thức ăn, Ferrier đã bị giết và Lucy bị bắt về làm vợ của Drebber. Khi Hope trờ lại, anh chứng kiến cảnh tượng khủng khiếp: một ngôi mộ tạm thời cho Ferrier và Lucy biến mất. Quyết tâm cống hiến cuộc đời mình để trả thù, Hope lẻn trở lại thành phố Salt Lake, cố gắng giết Stangerson và Drebber, và mới biết rằng Lucy đã buộc phải kết hôn với Drebber. Lucy chết một tháng sau vì đau khổ. Drebber không hề tỏ ra đau buồn khi cô chết, vì hắn lấy Lucy chủ yếu để thừa kế trang trại Ferrier. Hope sau đó đột nhập vào nhà Drebber vào đêm trước khi tang lễ của Lucy. Anh hôn lên thi thể của cô, mang đi nhẫn cưới và tự hứa rằng sẽ trả thù. 
Để có thể thực hiện được ý định của mình, Hope phải rời khỏi núi để kiếm tiền và kiếm sống. Khi anh trở lại vài năm sau đó, anh biết rằng Drebber và Stangerson đã chạy trốn khỏi Salt Lake City sau vụ chia rẽ giữa các tín đồ Mormon. Hope đi khắp Mỹ tìm kiếm họ. Anh đã theo đuôi Drebber và Stangerson sang châu Âu, rồi cuối cùng hạ cánh tại London.
Holmes trò chuyện với Hope trong vai trò người đánh xe ngựa trong phòng ông ở phố Baker. Holmes vỗ còng vào tay anh,với sự giúp đỡ của Lestrade, Gregson và Watson đã khống chế được anh ta. Hope sau đó sẵn sàng kể câu chuyện của mình cho những kẻ bắt mình. Tại London, Hope trở thành một người đánh xe ngựa thuê và cuối cùng tìm thấy Drebber và Stangerson tại nhà ga Euston sắp khởi hành đến Liverpool. Sau khi bỏ lỡ chuyến tàu đầu tiên, Drebber chỉ thị Stangerson chờ đợi anh ở khách sạn và sau đó trở về nhà bà Charpentier. Hắn bị tấn công bởi con trai của bà Charpentier do giở trò đồi bại với cô em gái của người con trai, và sau khi thoát, hắn say rượu tại một cửa rượu. Hắn là mục tiêu của Hope và được dẫn đến ngôi nhà trên Brixton Road, nơi mà Drebber say rượu đi vào với Hope. Sau đó ông buộc Drebber nhớ mình là ai và phải uống thuốc lấy ra từ một hộp nhỏ, cho phép Thiên Chúa chọn cái chết, một viên vô hại và một viên có thuốc độc. Drebber uống phải viên có thuốc độc, và khi chết Hope cho ông thấy chiếc nhẫn cưới của Lucy. Sự phấn khích cùng với chứng phình động mạch của Hope đã khiến ông bị chảy máu mũi. Sau đó, ông đã dùng máu để viết chữ "RACHE" trên tường phía trên Drebber.
Sau khi trở lại xe ngựa của mình, Hope nhận ra rằng ông đã đánh rơi mất chiếc nhẫn của Lucy. Nhưng khi trở lại đó, ông thấy kị binh đang khám xét ngôi nhà hoang (do nhà bỏ hoang lại có đèn sáng). Vì vậy, Hope đã đánh lạc hướng họ bằng cách hành động như một gã say rượu. Sau đó, ông đã nhờ một người bạn đóng giả là một bà già nhặt chiếc nhẫn giả từ mẩu tin của Holmes.
Hope sau đó bắt đầu rình rập Stangerson tại khách sạn nhưng Stangerson, biết cái chết của Drebber, không chịu đi ra. Hope trèo vào phòng qua cửa sổ và đưa cho Stangerson các lựa chọn tương tự với Drebber nhưng ông đã bị tấn công bởi Stangerson và buộc phải đâm vào tim của Stangerson.
Sau khi được nghe điều này, Holmes và Watson trở về phố Baker. Hope chết vì chứng phình của mình đêm trước khi ông xuất hiện tại tòa án với một nụ cười trên khuôn mặt của mình. Một buổi sáng, Holmes tiết lộ cho Watson thế nào ông đã rút ra danh tính của kẻ giết người và làm thế nào ông đã sử dụng du kích, nhóm mà ông gọi là "Nghĩa binh phố Baker", để tìm kiếm một người đánh xe ngựa thuê. Sau đó ông cho Watson đọc mẩu tin trên báo khi Watson muốn công bố công trạng của Holmes cho mọi người: Lestrade và Gregson được thưởng đầy đủ. Holmes đã đoán trước được điều này, bởi vậy, ông bật cười và nói rằng: "Toàn bộ cuộc điều tra màu đỏ của chúng ta sẽ đưa đến kết quả là bọn họ được khen thưởng!" Nghe vậy, Watson an ủi anh bạn của mình rằng đã ghi hết tất cả dữ kiện và sẽ công bố cho công chúng vào một ngày nào đó và kết thúc "Cuộc điều tra màu đỏ" bằng hai câu thơ của thi sĩ người La Mã Horace (65-8 TCN): "Populas me sibilat, at mihi plaudo Ipse domi simul ac nmmos contemplar in arcau."(Tiếng La-tin: Thiên hạ nhạo báng tôi, nhưng ở trong nhà tôi tự tán dương mình khi ngắm những đồng tiền trong két bạc.)